# 卷带跃蛛
卷带跃蛛（学名：Sitticus fasciger）为跳蛛科跃蛛属的动物。分布于古北区和新北区以及中国大陆的黑龙江、吉林、内蒙、北京、河北、湖南等地。